# Николас Алипуи
Николас Алипуи је директор програма УНИЦЕФ -а. Држављанин Гане, он предсједава глобалном мрежом за трајно уклањање недостатка јода. 2000. године био је представник УНИЦЕФ-а у Кенији и рекао да је "тренутна отмица и злостављање дјеце у Кенији једно од најозбиљнијих кршења људских права". До 2004. године постао је представник УНИЦЕФ-а на Филипинима и скренуо пажњу на недостатак званичног признавања дјечје порнографије као проблема у земљи. У том својству, он је такође говорио против војне употребе дјеце у земљи  и осудио је формуле за одојчад, позивајући мајке у земље да доје. 2008. године, као директор програма, састао се са предсједником Мадагаскара Марком Раваломананом како би ојачао везе између Мадагаскара и Уједињених нација. У 2010, Алипуи је рекао да се УНИЦЕФ и његови партнери у партнерству за редукцију маларије надају да ће окончати смрти од маларије до 2015. Европска агенција за безбедност хране (ЕФСА) је 2011. године дозволила компанији за исхрану одојчади Мед Џонсон да тврди да додавање докозахексаенске киселине њиховој одојчади представља допринос развоју визуелног система код новорођенчади, али Алипии се противио одлуци ЕФСА-е, рекавши да „нема сумње да употреба таквих тврдњи о здрављу може довести у заблуду родитеље да мисле да су формуле једнако добре, ако не и боље од мајчиног млијека.” Интервјуисан је у филму Не мој живот, независном документарном филму о трговини људима.